# Henry Littlejohn
Sir Henry Duncan Littlejohn (Edimburgo, 8 maggio 1826 – Benreoch, 30 settembre 1914) è stato un medico scozzese.

## Biografia
Sir Henry Duncan Littlejohn nacque ad Edimburgo nel 1826. Fu il settimo figlio di Thomas Littlejohn, un pasticciere, e Isabella Duncan. Iniziò i suoi studi alla Perth Academy prima di iscriversi alla Royal High School di Edimburgo nel 1838. Dal 1841 Henry frequentò la facoltà di Medicina presso l'Università di Edimburgo dove si laureò nel 1847. Dopo la laurea fece praticantato presso la Sorbona a Parigi e il Royal Infirmary di Edimburgo. 
Nel 1854 si iscrisse all'Ordine dei Chirurghi di Edimburgo.
La sua specialità era la medicina forense e nel 1854 fu nominato medico legale della polizia di Edimburgo. Nel 1859 iniziò a fare delle lezioni sulla medicina forense presso la Surgeon's Hall di Edimburgo. In veste di medico legale della polizia e consulente medico della Corona per i crimini in Scozia, fu chiamato come esperto medico nei processi giudiziari.
Insieme al medico scozzese Joseph Bell, con il quale ha spesso collaborato per la risoluzione di crimini, ha ispirato la figura di Sherlock Holmes ad Arthur Conan Doyle, che lo conobbe quando frequentava l'Università di Edimburgo.
Fu un pioniere per gli interventi nella sanità pubblica. Nel 1859 fu ingaggiato dal Consiglio di supervisione per il sostentamento ai Poveri (The Board of Supervision for The Relief of the Poor) per investigare e fare rapporto sulle condizioni sanitarie di Wick. Dal 1862 al 1904 ricoprì la carica di ufficiale sanitario di Edimburgo contribuendo al miglioramento della salute dei cittadini, dei servizi sanitari e della gestione urbana.
Fu cofondatore del Royal Hospital for Sick Children di Edimburgo.
Ricoprì diverse cariche istituzionali; fece parte del consiglio del Royal Infirmary di Edimburgo (1875-1876), fu presidente della Società dei Medici-Chirurghi di Edimburgo (1883-1885) e presidente del Royal Institute of Public Health (1893).
Venne nominato Sir nel 1895 dalla Regina Vittoria.
Il 6 maggio 1857 sposò Isabella Jane Harvey (1833-86). Dal matrimonio nacquero tre figli e dieci figlie. Tra questi anche l'eminente chirurgo Harvey Littlejohn.
Morì a 86 anni a Benreoch, Arrochar. Fu sepolto presso il Dean Cemetery ad Edimburgo insieme alla moglie e ai figli.

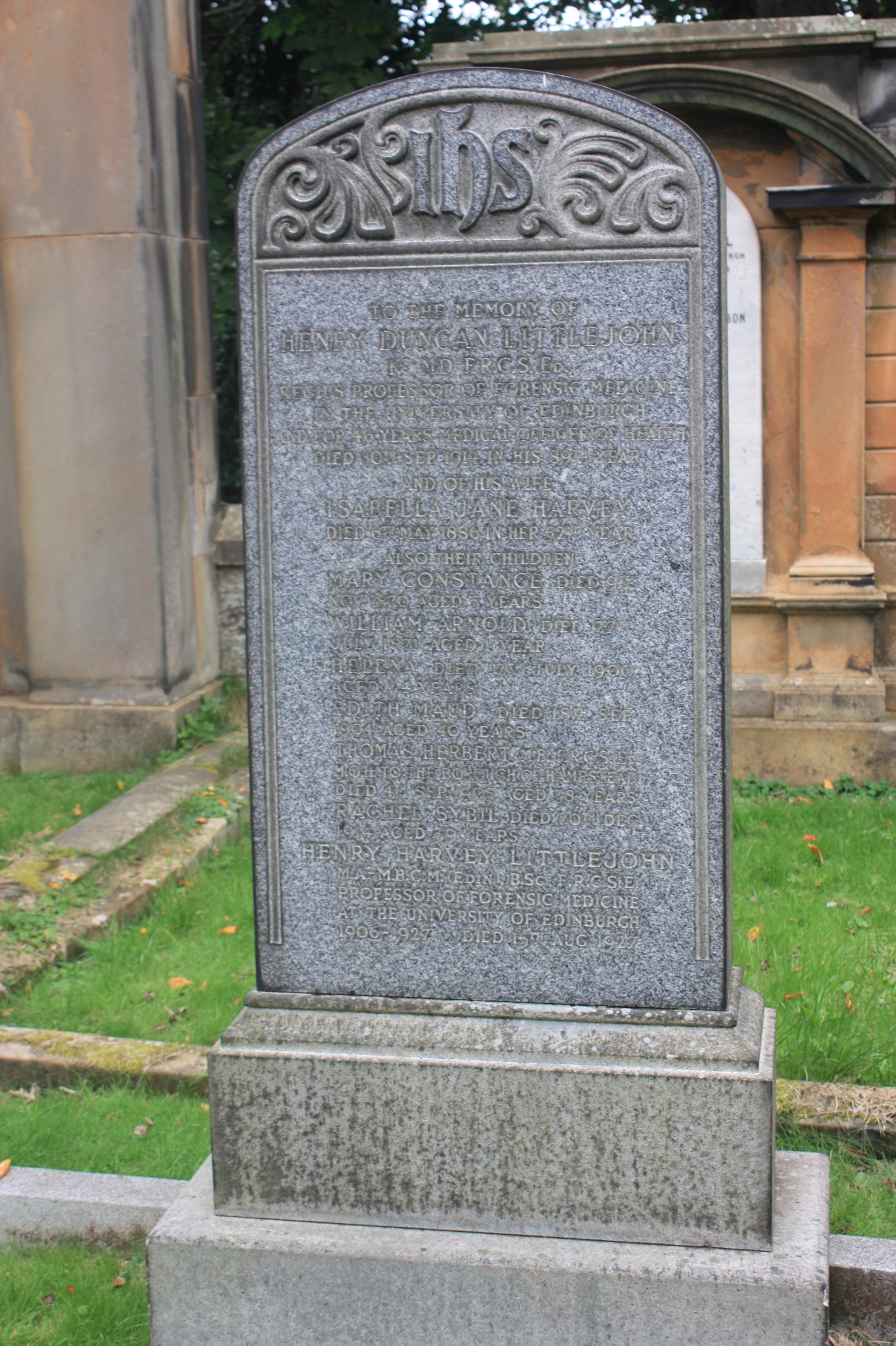
The grave of Henry Duncan Littlejohn, Dean Cemetery